# Lucy Krohg
Lucy Krohg, właśc. Cécile Marie Krohg z domu Vidil (ur. 6 kwietnia 1891 w Paryżu, zm. 17 sierpnia 1977 tamże) – francuska modelka.

## Życiorys
Była córką piekarza François Victora Vidila (zm. 1938) i Cécile z domu Jampa, używała imienia Lucy. Od wczesnej młodości przebywała w środowisku artystów skupionych wokół Montparnasse i Montmartre, była modelką Henriego Matisse'a i Alberta Marqueta. W 1909 poznała Jules'a Pascina, z którym połączył ją wieloletni romans. Pozowała mu do wielu obrazów, mimo bliskich relacji Pascin opuścił Paryż w 1914 ze swoją narzeczoną Hermine David, a w 1918 wziął z nią ślub. Porzucona Lucy Vidil nadal pozowała malarzom i przebywała z paryską bohemą, podczas jednego z wieczorów w kawiarni "Le Dôme" poznała norweskiego malarza Pera Krohga. Krohg był znany nie tylko ze swojej twórczości artystycznej, ukończył kilka kursów tańca i był mistrzem parkietu. Para pobrała się w dniu 21 grudnia 1915, w 1917 Lucy urodziła syna Guya. Jules Pascin powrócił do Paryża jesienią 1920, na wiosnę 1921 datuje się jego ponowne spotkanie z dawną kochanką i odnowienie romansu. Latem 1921 Per Krohg wyjechał do Norwegii na plenery malarskie, związek Pascina i Hermine David zakończył się separacją. Lucy chciała ratować swoje małżeństwo, ale emocjonalnie była uzależniona od kochanka, który wpadł w ciągi alkoholowe i groził popełnieniem samobójstwa. Lucy prowadziła podwójne życie, dzień spędzała zajmując się synem, a na noc przenosiła się do Jules'a Pascina. Taki stan trwał przez trzy lata, w 1924 Per Krohg zabrał syna i zamieszkał oddzielnie. W 1927 Pascinowi groziła utrata obywatelstwa amerykańskiego toteż zmuszony był przynajmniej na rok zamieszkać w Nowym Jorku, pięć miesięcy po jego wyjeździe dołączyła do niego Lucy Krohg. Razem powrócili do Europy i podróżowali do Hiszpanii i Portugalii, a następnie znaleźli się w Paryżu. Jules Pascin już wówczas cierpiał na depresję i był uzależniony od alkoholu. 5 czerwca 1930 miało nastąpić otwarcie jego własnej wystawy indywidualnej, tego dnia popełnił w swojej pracowni samobójstwo. Najpierw podciął sobie żyły i krwią napisał na ścianie "Adieu Lucy", a następnie powiesił się. Ciało odkryła trzy dni później Lucy Krohg, po otworzeniu testamentu okazało się, że Pascin podzielił swój majątek pomiędzy żonę Hermine David i Lucy. Jej małżeństwo od wielu lat faktycznie nie istniało, oficjalny rozwód z Perem Krohgiem miał miejsce w 1934, gdy chciał on poślubić inną kobietę. W późniejszych latach nazwisko Lucy Krohg pojawiało się cyklicznie podczas wystawiania prac Jules'a Pascina, ponieważ połowa kolekcji pozostała w jej posiadaniu i w oparciu o nią stworzyła własną galerię.